# Schizostachyum insulare
Schizostachyum insulare är en gräsart som beskrevs av Henry Nicholas Ridley. Schizostachyum insulare ingår i släktet Schizostachyum och familjen gräs. Inga underarter finns listade i Catalogue of Life.